# Lysander (Shakespeare)
Lysander is een personage in het toneelstuk A Midsummer Night's Dream van William Shakespeare, een van de iconische geliefden van het stuk. 
Lysander is een Atheense jongeman die verliefd wordt op Hermia. Zijn relatie met Hermia geeft de mogelijke moeilijkheden mee van de liefde. Lysander kan niet in het openbaar zijn liefde aan Hermia tonen omdat Egeus, haar vader, wil dat ze zich verlooft met Demetrius. Wanneer hij samen met Hermia het bos in vlucht worden Lysander en Demetrius het slachtoffer van misplaatste magie, veroorzaakt door Puck. Lysander wordt hierdoor verliefd op Helena. Dit foutje wordt later weer hersteld door magie. Lysander wordt weer verliefd op Hermia en huwt haar.